# Новосілка (Коростенський район)
Новосі́лка — село в Україні, у Коростенському районі Житомирської області. Населення становить 106 осіб.

## Географія
На південній стороні від села пролягає автошлях М07.

## Історія
До 07.06.1946 року Нова Макаківка (Рудня Макаківська Нова), село.